# Tatra 201
Der Tatra 201 ist der Prototyp eines PKW-Modells der Mittelklasse des damals tschechoslowakischen und heute tschechischen Herstellers Tatra. Es wurde 1947 als Nachfolger des Tatra 107 konzipiert.

## Geschichte
Der Tatra 201 wurde 1947 als Nachfolger des Typ 107 entworfen, aber nur in geringsten Stückzahlen als Prototyp hergestellt. Das Fahrwerk entsprach dem Modell 107, die Karosserie war wie bei einem Kombi nach hinten verlängert, besaß jedoch keine Heckklappe. Offiziell waren diese Wagen als Ambulanzfahrzeuge ausgelegt und konnten auch eine Trage aufnehmen. Der neu konstruierte, auf 1,95 Liter Hubraum vergrößerte Boxermotor entsprach dem des späteren Modells 600 Tatraplan.

## Technische Daten
Typ 201 Baujahr 1947

- Länge: ?
- Breite: ?
- Gesamthöhe: ?
- Radstand: 2700
- Spurweite vorne: 1300 mm
- Spurweite hinten: 1300 mm
- Bodenfreiheit: ?
- Motor: Vierzylinder-Boxermotor mit OHV-Ventilsteuerung, luftgekühlt (1 axiales Kühlgebläse)
- Hubraum: 1952 cm³
- Leistung: 52 PS (38 kW) bei 4000/min
- Getriebe: Einscheiben-Trockenkupplung, Viergang-Schaltgetriebe mit Mittelschaltung, vollsynchronisiert
- Antriebsart: Heckantrieb
- Leergewicht ?
- Höchstgeschwindigkeit: ?
- Normverbrauch: 11 l/100 km